# リウ・カイチー
リウ・カイチー（廖啓智、Dick Liu Kaichi、1953年9月30日 - 2021年3月28日）は、香港生まれの俳優。数々のドラマ・映画に出演。

## 主な出演作品

### テレビドラマ
- 上海灘 上海灘 （1980年） - 陳祥貴
- 倚天屠龍記 倚天屠龍記 （1986年） - 兪岱岩
- 書剣恩仇録 書劍恩仇錄 （1987年） - 徐天宏
- 射鵰英雄傳之九陰真経 （1993年） - 周伯通
- 雪山飛狐 雪山飛狐 （1999年） - 平阿四
- 尋秦記 タイムコップ B.C.250 尋秦記 （2001年） - 烏有
- 四人の義賊 一枝梅（イージーメイ） 怪侠一枝梅 （2010年） - 鄭東流

### 映画
1989年
- クライム・キーパー 香港捜査官 皇家師姐IV直撃證人 In the Line of Duty 4　- ミン（天九明）

1992年
- 籠民 Cageman　- 太子森

1999年
- もう一度逢いたくて〜星月童話 星月童話 Moonlight Express

2003年
- インファナル・アフェア 無間序曲 無間道II Infernal Affairs II　- サンスク（三叔）

2004年
- 香港国際警察/NEW POLICE STORY 新警察故事 New Police Story　- タイ署長（總警司戴Sir）
- カオマ 救命 KOMA

2005年
- ドラゴン・スクワッド 猛龍 Dragon Squad
- ブラッディ・レイン 黑白戰場 Colour Of the Loyalty
- バグ・ミー・テンダー 〜恋と友情の物語〜 虫不知 Bug Me Not
- 姐御 〜ANEGO〜 阿嫂 Mob Sister
- SPL/狼よ静かに死ね 殺破狼 SPL　- ワー（陸冠華）

2007年
- 影なきリベンジャー 極限探偵C+ C+偵探 The Detective　- チャック（風澤）
- プロテージ/偽りの絆 門徒 Protégé　- 税関係官

2008年
- The Moss〜エメラルドの童話〜 青苔 The Moss - 堂哥
- ビースト・ストーカー/証人 証人 The Beast Stalker - サン刑事(郭耀新)

2009年
- 狭き門から入れ 三條窄路 Three Narrow Gates)
- 大捜査の女 大搜查之女 Lady Cop & Papa Crook　- 張文寶
- スナイパー: 神鎗手 The Sniper　- 二哥

2010年
- コンシェンス/裏切りの炎 火龍 Fire of Conscience　- 祥安
- 密告・者 綫人 The Stool Pigeon　- 廢噏

2011年
- 冷血のレクイエム 極限探偵B＋ B+偵探 The Detective 2　- チャック（風澤）
- Laughing Gor之潛罪犯 Turning Point 2　- 卓Sir

2012年
- ブラッド・ウェポン 逆戰 The Viral Factor　- 萬天
- バレット・ヒート消えた銃弾 消失的子彈　- 丁老板

2013年
- イップ・マン 最終章 葉問：終極一戰 Ip Man: The Final Fight　- 李耀華

2014年
- ファイアー・レスキュー 救火英雄 As The Light Goes Out　- タム・チーコン消防本部長（譚志剛）
- 軍中楽園 軍中樂園　- 老兵
- クリミナル・アフェア 魔警 魔警 That Demon Within　- マン（経紀文）
- Zの嵐 Z風暴 Z Storm　- 張強 ※邦題はNetflix配信時のタイトル

2015年
- 十年 十年 Ten Years　- 森

2016年
- 最初の半歩 點五步 Weeds on Fire　- 盧光輝 (校長) ※Netflix配信時の邦題は『あと半歩』。
- コール・オブ・ヒーローズ 武勇伝 危城 Call of Heroes　- 廖甲長

2017年
- SHOCK WAVE ショック ウェイブ 爆弾処理班 拆彈專家 Shock Wave　- 閆國榮

2018年
- プロジェクト・グーテンベルク 贋札王 無雙 Project Gutenberg　- ヤム（呉鑫（鑫叔））
- THE CROSSING〜香港と大陸をまたぐ少女〜 過春天 The Crossing　- ヨン

## 受賞歴
- 1993年 第12回 香港電影金像奨 最優秀助演男優賞 受賞（籠民）
- 2004年 第23回 香港電影金像奨 助演男優賞 ノミネート（インファナル・アフェア 無間序曲）
- 2006年 第26回 香港電影金像奨 助演男優賞 ノミネート（SPL/狼よ静かに死ね）
- 2009年 第28回 香港電影金像奨 最優秀助演男優賞 受賞（ビースト・ストーカー/証人）

## 参考
- リウ・カイチー - allcinema